# Adozioni di software libero
L'adozione di software libero e formati aperti da parte di aziende, scuole ed enti istituzionali è diversa nei vari Stati del mondo.

## Le motivazioni
La spinta alla valutazione di questo passaggio è motivata da diversi elementi. Da un lato si vuole tutelare con l'uso di formati aperti l'accessibilità ai dati da parte di clienti ed utenti anche a distanza di tempo e contemporaneamente si vogliono eliminare i potenziali rischi legati alla dipendenza dal software proprietario.
Un ulteriore vantaggio non meno motivante del precedente è la riduzione dei costi derivati dall'acquisto delle licenze, ma anche necessari per il mantenimento operativo dei sistemi, dato dai costi di assistenza informatica, formazione del personale, rinnovo del software ecc. Questo costo è definito Total Cost of Ownership (TCO).

## Brasile

### Il governo
Dal 2005 il governo federale brasiliano di Luiz Inácio Lula da Silva intende perseguire una politica decisa per favorire l'adozione del software open source imponendone l'uso agli uffici della pubblica amministrazione.
La ragione principale che ha portato alla decisione è di natura economica. L'obiettivo è di dirottare il denaro speso in licenze per sistemi proprietari acquistati all'estero verso lo sviluppo del settore information technology interno.
Per contrastare questa politica la Microsoft ha avviato la distribuzione di una versione di Windows XP con funzionalità limitate ma a prezzo ridotto in Brasile.

## Francia

### Il parlamento
L'assemblea nazionale è migrata nel 2007 alla distribuzione GNU/Linux Ubuntu.

### La Gendarmeria
Nel 2005 è iniziata la migrazione graduale da alcuni programmi proprietari verso alternative libere. In quell'anno infatti la Gendarmeria francese ha sostituito tre software nei propri uffici: OpenOffice.org per Microsoft Office, Firefox per Internet Explorer e Thunderbird per Outlook. Il risparmio per il solo Openoffice.org è di circa 7 milioni annui.
Dopo i buoni risultati ottenuti è stata decisa la migrazione dal sistema operativo Windows ad una versione modificata della distribuzione Linux Ubuntu.
La versione sviluppata per la Gendarmeria prende il nome di GendBuntu. Entro fine 2015 nel 90% delle postazioni informatiche, utilizzate nelle 4500 stazioni della Gendarmeria, sarà presente il sistema operativo GendBuntu. Il risparmio stimato sarà di due milioni di euro annui.

## Germania

### Monaco di Baviera
Nel maggio 2003 il comune di Monaco di Baviera ha annunciato un piano per migrare gradualmente, nell'arco di quattro anni, i propri sistemi informatici da Windows a Linux, tra cui diversi server Windows NT, 14000 PC desktop e 16000 notebook. L'investimento previsto è di 35 milioni di euro.
Le motivazioni della proposta, più che per considerazioni economiche sono state considerazioni sull'accessibilità dei dati, ma soprattutto la certezza di potere controllare nel dettaglio i codici sorgente. La proposta ha ricevuto l'approvazione di tutte le forze politiche locali, tranne il partito conservatore CSU, che si è dichiarato fermamente contrario. Il progetto ha assunto il nome ufficiale di LiMux.
Intorno alla metà del 2004 il progetto ha subito un brusco arresto in occasione della possibile approvazione da parte del parlamento europeo della normativa sui brevetti software in Europa. I timori sono dettati dai rischi che nel codice del software libero possano essere presenti violazioni di brevetto, e secondo alcuni studi si andrebbe da poche decine a 238, di cui alcuni Microsoft. Per definire meglio la situazione è stato commissionato ad un gruppo di esperti legali, tra cui Bernhard Frohwitter, esperto in proprietà intellettuali, uno studio dell'impatto che la decisione europea avrebbe sul progetto. In seguito ai pareri rassicuranti uniti al sostegno del governo tedesco e alla determinazione degli ideatori, il progetto è quindi ripreso, sebbene con forti ritardi. A dicembre 2013 il Comune ha dichiarato di aver terminato completamente la migrazione. Ci sono state alcune indecisioni da parte del Comune di Monaco di Baviera, poiché il sindaco voleva ritornare a software proprietari ma ha cambiato nuovamente idea sulle licenze del software da utilizzare sui computer della propria Pubblica Amministrazione comunale e torna ad adottare soluzioni open source. La decisione è stata presa di comune accordo lo scorso 10 maggio 2020 fra il Partito dei Verdi (recentemente eletto) e i Socialdemocratici e sarà in vigore fino al 2026.

### Schwäbisch Hall
Schwäbisch Hall aggiornò le proprie 400 workstation a Linux nel 2002. Le motivazioni principali furono i costi e una maggiore sicurezza data dal software libero.

## Italia

### Acquisizione di Software libero da parte delle pubbliche amministrazioni
La pubblica amministrazione italiana è tenuta per legge a preferire software libero e/o a codice sorgente aperto, valutando i possibili benefici derivanti dall'azione di formati aperti, come si può evincere dall'emanazione di direttive volte a sensibilizzare gli enti in questa direzione.
L’acquisizione di software libero da parte delle pubbliche amministrazioni è disciplinata dall’articolo 68 del  Codice d’Amministrazione Digitale (CAD).,  Decreto Legislativo 82/05. in cui vengono previsti:
- L’obbligo della valutazione comparativa a monte della scelta del software d'utilizzo
- L’obbligo di preferenza per il software libero.

#### Valutazione comparativa
La direttiva Stanca del 2003, affermò esplicitamente l'adozione di soluzioni informatiche in grado di gestire almeno un formato aperto. Il DigitPA, l'ente governativo che si occupa di supportare le amministrazioni nell'utilizzo efficace dell'informatica, gestisce un Osservatorio Open Source destinato ad analizzare e promuovere l'uso e la diffusione di codice a sorgente aperto. L'Osservatorio Open Source del CNIPA ha realizzato una rilevazione continua sull'uso del software open source presso le pubbliche amministrazioni italiane; tale strumento – in continua evoluzione – ha lo scopo di raccogliere e diffondere i casi di adozione e le best practices relative all'uso delle tecnologie open in ambito istituzionale. Inoltre, è anche attivo un Ambiente di Sviluppo Cooperativo per permettere lo sviluppo (nella tipica modalità "aperta" delle community) di applicativi e componenti open source per la Pubblica Amministrazione.
Il decreto-legge 22 giugno 2012, n. 83, convertito in legge 7 agosto 2012, n. 134 ha modificato in maniera sostanziale l'art. 68 del codice dell'amministrazione digitale introducendo all'art. 68 della norma l'obbligo di effettuare "analisi comparativa di soluzioni". Dal 5 aprile al 5 maggio 2018 sono state aperte le consultazioni per le linee Guida su acquisizione e riuso di software per le pubbliche amministrazioni, le presenti linee guida attuano quanto stabilito dagli articoli 68 e 69 del Codice dell'amministrazione digitale.
Qualsiasi pubblica amministrazione a monte dell'acquisizione di un software deve attuare una valutazione comparativa di tutti i possibili software, in particolare tra le seguenti soluzioni:
1. Software sviluppato per conto della pubblica amministrazione;
2. Riutilizzo di software o parti di esso sviluppati per conto della pubblica amministrazione;
3. Software libero o a codice sorgente aperto;
4. Software fruibile in modalità cloud computing;
5. Software di tipo proprietario mediante ricorso a licenza d'uso;
6. Software combinazione delle precedenti soluzioni.[27]

L'analisi comparativa deve avvenire rispettando i criteri presenti nel comma  1-bis art. 68 – D. Lgs. 82/2005 quali valutazione del costo complessivo del programma, livello di utilizzo di formati di tipo aperto e garanzie del fornitore in materia di livelli di sicurezza, conformità e protezione dei dati personali.
Solo nel caso in cui la valutazione comparativa di tipo tecnico ed economico, secondo i criteri precedentemente descritti, indichi l'impossibilità di accedere a soluzioni già disponibili all'interno della pubblica amministrazione o a software liberi è consentita l'acquisizione di programmi informatici di tipo proprietario. La valutazione è effettuata secondo le modalità e i criteri definiti dall'AgID come descritto nel comma  1-ter art. 68 – D. Lgs. 82/2005.
Linee guida sull’acquisizione di software
Le linee guida sull'acquisizione e riuso di software per le pubbliche amministrazioni, entrate in vigore dal 9 maggio 2019, dettagliano il processo e le fasi della valutazione comparativa. La procedura si articola nelle seguenti fasi:
1. Introduzione e contesto normativo, oggetto della valutazione
2. Macro-fase 1: Individuazione delle esigenze: Essa si articola nell'analisi del fabbisogno, consistente nella considerazione degli acquisiti e la programmazione dei lavori pubblici, l'individuazione dei vincoli economici e temporali e definizione delle esigenze con la conseguente redazione di un documento descrittivo.[29]
3. Macro-fase 2: Analisi delle soluzioni a riuso delle PA e delle soluzioni Open Source: Questa fase si pone l'obiettivo di verificare la conformità alle regole sull’interoperabilità e alle normative sulla protezione dei dati personali, valutare la qualità della soluzione con parametri come la percentuale di copertura dei requisiti, la presenza di un manutentore, accordi con terzi, presenza di dipendenze con altri software, competenza nella pubblica amministrazione e infine di stimare il Total Cost of Ownership (TCO), con particolare attenzione costo di installazione, formazione, integrazione, personalizzazione e tempi di messa in produzione.[30]
4. Macro-fase 3: Analisi delle altre soluzioni: In questa fase la pubblica amministrazione, per soddisfare i propri bisogni, deve valutare le opportunità offerte dalle soluzioni proprietarie e quelle di una realizzazione ex novo verificando di entrambe vantaggi e svantaggi. Quando l’amministrazione ha determinato una soluzione che soddisfa le sue esigenze nel caso in cui si opti per la realizzazione ex novo, considerando i commi 1 e 2 dell’Articolo 69 che disciplinano la messa a riuso del software che verrà realizzato, si rimanda alle linee guida sullo  Sviluppo di software ex novo che forniscono le informazioni su come progettare la realizzazione per adempiere ai commi citati e permettere il riuso. Nel caso che si proceda ad una acquisizione di software proprietario sotto licenza, si ricorda che l’Amministrazione deve, ove possibile, acquisire la titolarità del codice sviluppato (come spiegato nel capitolo dedicato alla  Titolarità), per metterlo a riuso.
5. Scelta della modalità di erogazione del software.

Dall’analisi emerge che i punti critici sono la selezione delle esigenze e delle funzionalità che deve avere il software e i vincoli di tempo e bilancio.
La preferenza per il software libero è arrivata nel 2018 ed è una delle prime che sono arrivate dal punto di vista legislativo al mondo. È uno dei quadri normativi più evoluti che ci sono ma non ci sono delle sanzioni per chi non utilizza queste norme che tendono a non essere attuate. Non costituisce un parametro di valutazione dei dirigenti. Non costituisce danno erariale: in questo caso è un danno di cui i funzionari devono rispondere di tasca loro, dal punto di vista dell’acquisto di software non c’è nessuna norma per la quale esso costituisca danno erariale (si stanno muovendo in Francia secondo questa direzione per le sanzioni).
In Italia la norma per la valutazione comparativa esiste dal 2003, ci sono stati anche dei ricorsi per omessa valutazione, dato che non ci sono delle sanzioni sono norme difficili da far rispettare, l’obbligo è stato ampiamente disatteso da molte pubbliche amministrazioni. La preferenza per il software libero, inoltre, prima che venisse attuato nel 2012 a livello nazionale era presente già molto prima in svariate regioni (la prima è la Toscana nel 2004).
La preferenza per il software libero al giorno d’oggi è un tema pacifico ma per molti anni è stato fatto un lungo di battito perché i rappresentanti dei software proprietari sostenevano la neutralità tecnologica per non alterare il mercato, pretendevano che lo stato non influisse sulle scelte di mercato.
Software libero e proprietario sono molto diversi soprattutto sul livello economico: nel software libero la licenza ha quasi un costo azzerato. Il software libero è un bene comune mentre il proprietario è appartenente al titolare dei diritti.
L'articolo 69 del Codice dell'amministrazione digitale (Decreto Legislativo 7 marzo 2005, n. 82 e sue successive modifiche ed integrazioni) ha come scopo quello di favorire il riuso di software libero da parte delle pubbliche amministrazioni. La norma giuridica prevede l'obbligo per una pubblica amministrazione di rendere disponibili software realizzati su loro specifiche indicazioni ad altre pubbliche amministrazioni. Questo deve avvenire tramite la messa a disposizione del relativo codice sorgente, completo di documentazione e rilasciato con licenza aperta. Il software deve essere reso disponibile anche se a richiederlo siano altri soggetti giuridici, purché questo non pregiudichi l'ordine, la sicurezza e la difesa nazionale, così come le consultazioni elettorali. (Articolo 69 comma 1)
Inoltre la norma specifica nel comma 2 che per la pubblicazione con licenza libera e per il riuso del software la pubblica amministrazione deve seguire le Linee guida per acquisizione e riuso di software per le pubbliche amministrazioni rilasciate da AgId. Queste prevedono la responsabilità nel riuso, ovvero di verificare di possedere il diritto di riutilizzare il software, e di titolarità dei diritti necessari alla distribuzione. Quindi, se il software è stato scritto su commissione da collaboratori esterni, al momento della stipula del contratto è necessario trasferire tali diritti a favore della pubblica amministrazione.
Le linee guida su acquisizione e riuso di software per le pubbliche amministrazioni sono in vigore dal 9 maggio 2019, come riportato in Gazzetta Ufficiale Serie Generale n. 119 del 23 maggio 2019. Stabiliscono l'obbligo per le Pubbliche amministrazioni di pubblicare in open source tutto il proprio codice e di valutare software già esistente prima di realizzarne di nuovo.
Il Dibattito
Ad oggi la preferenza per il software libero nella Pubblica amministrazione Italiana è riconosciuta non solo dall'idea comune ma anche sotto l'aspetto giuridico, tuttavia prima di giungere a questo livello di coscienza si è dibattuto a lungo, soprattutto sotto l'aspetto etico della scelta. Questo dibattito era portato avanti principalmente da coloro i quali sostenevano che l'impiego di software proprietario mantenesse neutralità tecnologica, per cui lo sbilanciarsi nel preferire software libero soprattutto nella Pubblica Amministrazione era una scelta contro l'economia in quanto si sarebbe sbilanciato il mercato informatico prediligendo il software libero. Tuttavia è bene ricordare come il software libero nelle Pubbliche Amministrazioni implichi principalmente la vendita di servizi che ruotano attorno alla gestione di un programma e non di un programma in sé per sé quindi un prodotto. La discussione venne definitivamente messa a tacere nel 2010 dalla Corte costituzionale Italiana la quale con la Sentenza n.122 del 22 Marzo deliberò chiarendo come il concetto di Software Libero non rappresenti una marca o un prodotto ma indichi semplicemente una caratteristica legale che non viola quindi le regole di mercato.
Riutilizzo del software
Per il riutilizzo del software conviene eseguire un'analisi legale, comprendere il codice e le relazioni di quali sono i programmi di software libero che si usano nel nostro progetto per non violare gli obblighi imposti delle licenze relative ai programmi.  Il software utilizzabile è quello che viene rilasciato dalla licenza aperta dalla Pubblica amministrazione secondo gli art 68 e 69 del CAD.  Si tratta di un sottoinsieme di software open source pronto per essere adoperato. Quando si riceve un software libero nell'ambito della Pubblica Amministrazione questo viene dato in maniera gratuita dall'Amministratore cedente, vi sono esclusivamente delle spese aggiuntive dell'ente per l'adattamento.

#### Esternalità positive del software libero
La scelta di utilizzo e distribuzione di software libero aiuta, dunque, la Pubblica Amministrazione a realizzare meglio i propri obiettivi per le seguenti ragioni:
- Ispezionabilità del codice sorgente: consente una totale trasparenza nei confronti del cittadino;
- Più facile riuso: le licenze ad hoc complicano il riutilizzo tra le varie Pubbliche Amministrazioni;
- Valorizzazione delle competenze sul territorio: a differenza del software proprietario, soggetto a vincoli regionali, si rende possibile anche a persone vicine sul territorio di studiare e utilizzare la tecnologia;
- Mutualizzazione dei costi: il software proprietario tende a lasciare nelle mani di un unico fornitore la scelta d'investimento e di prezzo. Con il software libero si permette a diverse Pubbliche Amministrazioni con uno stesso problema di mettere in comune le forze per un unico obiettivo, anche per quanto riguarda gli investimenti;
- Indipendenza da un unico fornitore;
- Uso di formati aperti;
- Interoperabilità con altre soluzioni informatiche;
- Minor costo di uscita: grazie ai formati aperti risulta più semplice cambiare soluzioni tecnologiche;
- Maggior competizione: il fatto che si possa cambiare fornitore introduce, di conseguenza, una maggior concorrenza sul mercato. Da cui si presume che i costi siano generalmente inferiori;
- Sovranità tecnologica: si è capaci di controllare le tecnologie che si utilizzano, evitando il rischio di fragilità del sistema. Tema sottile in Europa a seguito del caso Datagate, legato a Edward Snowden.
- Vantaggi fiscali: le tecnologie proprietarie implicano solitamente minori entrate fiscali al Paese, in quanto le multinazionali sono legittimate ad attuare politiche di ottimizzazione fiscale, tendendo a localizzare la titolarità dei diritti d'autore in Paesi dove si ha una bassa tassazione sulle royalties. Per quando riguarda il software libero, invece, si ha una probabilità molto più ampia che i servizi siano forniti sul territorio.

#### Software libero e diritti fondamentali
Il software libero nella Pubblica Amministrazione realizza valori costituzionalmente garantiti:
- Libertà di manifestazione del pensiero ( Art. 21. Cost.);
- Pluralismo informativo ( Art 21.,  41. e  3. Cost.), cioè fare in modo che in mezzi di informazione non siano concentrati nelle mani di un unico Ente o individuo;
- Libertà d'iniziativa economica ( Art. 41. Cost.): il software libero permette a chiunque di accedere al codice reimpiegarlo, favorendo una maggiore concorrenza;
- Libertà di accesso alla cultura (Art. 27 I co. DUDDUU): conferisce più potere agli individui piuttosto che al software proprietario;
- Uguaglianza ( Art. 3. e  45. Cost.): tutti possono utilizzare il software libero (uguaglianza formale) e investendo su di esso lo Stato aumenta la quantità di soluzioni informatiche (uguaglianza sostanziale);
- Cooperazione ( Art. 3. e  45. Cost.): il software libero consente una maggiore collaborazione nei progetti, favorendo la costruzione di una comunità di uso e sviluppo di soluzioni tecnologiche legate al prodotto.

### Legislazione regionale

#### Toscana
Il 21 gennaio 2003 all'interno della Legge Regionale su Promozione dell'Amministrazione elettronica e della società dell'informazione e della conoscenza nel sistema regionale. Disciplina della "Rete telematica regionale Toscana" è stato introdotto fra i criteri guida l'utilizzazione di standard aperti e l'utilizzo preferenziale di software a sorgente aperto.

#### Umbria
Secondo la Legge Regionale n. 11 del 25 luglio 2006, Norme in materia di pluralismo informatico sulla adozione e la diffusione del software a sorgente aperto e sulla portabilità dei documenti informatici nell'amministrazione regionale, gli uffici pubblici della Regione Umbria devono adottare software libero per produrre documenti e servizi, in modo tale da garantirne un accesso senza ostacoli da parte dei cittadini.

#### Veneto
Il 14 novembre 2008 Il consiglio regionale del Veneto ha approvato la legge regionale n. 19 Norme in materia di pluralismo informatico, diffusione del riuso e adozione di formati per documenti digitali aperti e standard nella società dell'informazione del Veneto.

#### Piemonte
Il consiglio regionale del Piemonte ha approvato la legge regionale n. 9 del 26 marzo 2009 Norme in materia di pluralismo informatico, sull'adozione e la diffusione del software libero e sulla portabilità dei documenti informatici nella pubblica amministrazione.

#### Lazio
Il 23 maggio 2012 il consiglio regionale del Lazio ha approvato la Legge Regionale su Disposizioni in materia di riutilizzo delle informazioni e dei dati pubblici e iniziative connesse: legge sull'Open data ma che prevede che "la Regione, in conformità con la legislazione statale vigente, conceda in uso gratuito ad altre amministrazioni pubbliche i programmi informatici di cui sia titolare o sviluppati per suo conto" e "una graduale sostituzione di programmi informatici proprietari con programmi informatici liberi"

#### Puglia
Il consiglio regionale della Puglia, in data 24 luglio 2012, ha approvato la  LEGGE REGIONALE n. 20. URL consultato il 24 giugno 2020 (archiviato dall'url originale il 12 gennaio 2015). “Norme sul software libero, accessibilità di dati e documenti e hardware documentato”:

### Comuni e province

#### Comune di Firenze
giugno 2001: L'amministrazione comunale di Firenze ha approvato una mozione proponente l'Introduzione e espansione di Software Libero nella Pubblica Amministrazione.

#### Comune di Lodi
marzo 2002: approvata una mozione per l'introduzione ed espansione di Software Libero nella Pubblica Amministrazione.

#### Comune di Roma
L'assessora al comune di Roma Mariella Gramaglia ha annunciato, nel febbraio 2004, la scelta dell'amministrazione di migrare gradualmente l'infrastruttura informatica a piattaforme di tipo aperto, sottolineando che le motivazioni sono prevalentemente di natura politica. È inoltre previsto che la libera concorrenza sarà favorevole alle piccole imprese locali fornitrici di sistemi open source.
Sotto l'impulso dell'assessorato Roma Semplice guidato da Flavia Marzano, la giunta capitolina guidata da Virginia Raggi, ha iniziato ad adottare, partendo dal 2016, una serie di strumenti open source nella pubblica amministrazione (la suite di posta elettronica Zimbra, la piattaforma CMS Entando, l'uso su circa 1.000 portatili della suite per l'ufficio LibreOffice), finendo con l'approvazione nella seduta del 14 ottobre 2016 della delibera nº 55. La delibera prevede sia l'uso del software libero per i computer dell'amministrazione, sia un'analisi, da parte del Dipartimento Innovazione Tecnologica, dell'impatto che una scelta di questo tipo comporterebbe a livello economico e funzionale (stima delle spese sostenute per l’acquisto o il rinnovo delle licenze e il monitoraggio delle aree dove il software proprietario può essere sostituito dal software libero, senza sacrificare le funzionalità attualmente in uso).

#### Comune di Torino
La città, nell'estate del 2014, decide di lasciare le soluzioni software proprietarie per migrare a sistemi operativi basati su Linux e programmi per ufficio open-source per gli 8300 computer dell'amministrazione. Promotori del cambiamento sono stati Gianmarco Montanari, city manager, e Sandro Golzio, direttore dei Sistemi Informativi. Come applicativi saranno adottati Openoffice e Firefox.

#### Provincia di Bolzano
Le scuole italiane in provincia di Bolzano sono passate al Software Libero.
A spingerci verso il software libero - spiega l'ispettore Lorenzi - non ci sono ragioni economiche legate ai costi delle licenze proprietarie. L'unica molla che ci ha spinto al cambiamento è stato un approccio per così dire filosofico che seguiamo nei processi di istruzione. Crediamo che le tecnologie abbiano un ruolo fondamentale nella costruzione dei saperi e poter contare su tecnologie non proprietarie consente di allargare le possibilità di crescita.
Attualmente tutta la Provincia ha migrato (circa 7.000 pc) a LibreOffice.

#### Provincia di Trento
Con l'adozione della  Legge Provinciale nr. 16 in data 27 luglio 2012 la Provincia Autonoma di Trento riconosce la centralità dei dati pubblici, la loro accessibilità completa e permanente, la sicurezza e trasparenza del loro trattamento come valori inderogabili. L'art.8 in particolare stabilisce l'utilizzo di programmi basati su licenze di software libero e a codice sorgente aperto (FLOSS) nei sistemi informatici degli enti e società provinciali, secondo principi di economicità, efficienza ed efficacia; l'art. 9 inoltre assicura la disponibilità, la gestione, l'accesso, la trasmissione, la conservazione e la fruibilità in modalità digitale dei dati pubblici e dei documenti contenenti dati pubblici di cui è titolare, assicurandone la pubblicazione tramite la rete internet e utilizzando formato aperti definiti secondo gli standard internazionali.
Nel 2016 la Provincia autonoma di Trento ha completato il processo di migrazione ai formati aperti, adottando come software per la produttività d'ufficio principale LibreOffice.

##### Comune di Rovereto
Nel 2010 il Comune di Rovereto è stato il primo di una serie di enti locali in Trentino a migrare l'intero parco delle postazioni informatiche degli utenti (oltre 400) al software di office automation (produttività personale) OpenOffice (allora OpenOffice.org, ora Apache OpenOffice). Il dirigente del servizio informatica ing. Fabio Ropelato spiega che la scelta è stata fatta su una pluralità di motivazioni, prima fra tutte l'esigenza di svincolare il documento e dato pubblico da una gestione e memorizzazione in formati proprietari.
Precedentemente erano già state adottate soluzioni licenziate come software libero per praticamente tutti i sistemi server e i thin client (Linux), il sistema di posta e collaboration (Zimbra), il sistema telefonico VOIP (Asterisk), il browser Internet (Mozilla Firefox), ecc.

### Biblioteche

#### Biblioteca di Fermo
Sulle postazioni pubbliche della Biblioteca Civica "Romolo Spezioli" di Fermo verrà installato Ubuntu Linux.

### Istat
L'Istituto Nazionale di Statistica (Istat) sta lavorando da anni per introdurre software libero al proprio interno. Per fare questo dapprima è stato creato un gruppo di lavoro sull'Open Source che ha iniziato a diffondere le tematiche del FLOSS, in seguito sono state prese alcune decisioni strategiche, tra cui la più importante è stata la migrazione dei server centrali a Linux.
La decisione iniziale è del 2004: andava sostituito il parco installato composto da decine di server RISC IBM e da un server multiprocessore IBM/SP, tutti dotati del sistema operativo AIX.
È stata definita dapprima l'architettura hardware (server multiprocessore con processori CISC) e scelta la distribuzione Linux (si è optato per Red Hat): la migrazione è iniziata nel 2005, partendo da una sede "pilota" scelta tra le sedi romane dell'Istituto.
Dopo la fase di test, sono state migrate le applicazioni e i database, in parallelo con una fase di formazione del personale (informatico e statistico) sulle funzionalità della nuova piattaforma.
Dopo l'esito positivo della sperimentazione, si è deciso di proseguire estendendo la migrazione a tutte le sedi; la migrazione si è conclusa nel 2009.
Tra gli obiettivi raggiunti:
- un notevole risparmio economico: il solo costo delle licenze software annuali non più pagate ripaga i server acquistati nel primo anno;
- indipendenza dai fornitori hardware che ha consentito di bandire gare dove sono stati ottenuti notevoli risparmi nell'acquisto hardware;
- un servizio affidabile: nei primi due anni di funzionamento Linux si è dimostrato una piattaforma stabile e sicura.

In parallelo è stato introdotto l'ambiente Open Source R, l'uso di R ha consentito all'Istat di iniziare a scrivere software Open Source.

## Russia

### Il governo
Nell'ottobre 2003 il ministero russo all'informatizzazione ha stipulato un accordo con IBM per avviare un "Centro di competenza Linux". Enti pubblici, istituzioni educative ed aziende possono testare prodotti, ottenere supporto, consulenza, formazione e certificazione.
Speranza del governo è che questa iniziativa permetta alle aziende locali di acquisire conoscenze nel settore e acquisire competitività a livello mondiale.
Il decreto nº 2299-р del 17 ottobre 2010 ordina le autorità federali e le istituzioni di bilancio a fruire di software libero.

## Spagna

### Estremadura
La regione autonoma dell'Estremadura ha annunciato nel 2012 la migrazione a LinEx, distribuzione basata su Debian, per i 40.000 computer dell'amministrazione regionale dopo aver già adottato lo stesso sistema operativo per il servizio sanitario pubblico e le scuole.

## Stati Uniti d'America

### Lo stato del Massachusetts
Nell'agosto 2005 lo Stato del Massachusetts ha deliberato di utilizzare software libero per la propria documentazione ufficiale.
Il Massachusetts è stato il primo Stato degli USA ad affrontare la questione dell'utilizzo di formati aperti nei documenti pubblici.
Su annuncio di Eric Kriss, segretario di stato per l'Amministrazione e le Finanze, il Massachusetts ha convocato un summit sull'open format summit il 9 giugno 2005. Tra gli intervenuti il Segretario Kriss, il CIO Peter Quinn, e rappresentanti di formati proprietari e aperti.
Il 31 agosto 2005, il Massachusetts ha pubblicato una bozza della sua politica sull'open format che appoggia esplicitamente il formato OASIS OpenDocument a partire dal 2007, il primo Stato a compiere un'azione del genere.
L'implicazione per i commercianti di software è che i loro prodotti devono supportare gli open format a partire dal 2007, altrimenti verranno rimossi dalle scrivanie degli impiegati.
Microsoft Office, che forniva la quasi totalità delle applicazioni per ufficio sui computer governativi del Massachusetts, ha risposto presentando la sua tecnologia di formato di documenti, Office Open XML (Extensible Markup Language), all'Ecma International, un ente di standardizzazione.
Il formato è co-sponsorizzato da Apple, Barclays Capital, BP, the British Library, Essilor, Intel Corporation, Microsoft, NextPage Inc., Statoil ASA and Toshiba. 
Peter Quinn ha annunciato le sue dimissioni il 28 dicembre 2005, citando la controversia sorta intorno alla politica dell'open.

## Svizzera

### Il governo
Dicembre 2005: 3000 server migrati a Linux

## Austria

### Vienna
Nel 2005 migrò da Microsoft Office 2002 a OpenOffice.org e cambiò i propri server Microsoft Windows 2000 a GNU/Linux.

## India

### Kerala
Grazie al progetto IT@School nel Kerala fu adottato software libero e opensource per le scuole.

### Assam
Il governo di Assam fece dell'opensource una parte del proprio programma politico.

## Romania

### Librerie pubbliche
IOSSPL è un progetto OpenSource usato per le librerie pubbliche.